# Submostreig (processament del senyal)

Figura 1: Els 2 gràfics superiors mostren transformades de Fourier de 2 funcions diferents que produeixen els mateixos resultats quan es mostren a una velocitat determinada. La funció de banda base es mostra més ràpid que la seva velocitat de Nyquist, i la funció de pas de banda està submostrejada, convertint-la efectivament en banda base. Els gràfics inferiors indiquen com es creen resultats espectrals idèntics mitjançant els àlies del procés de mostreig.

Gràfic de les taxes de mostreig (eix y) en funció de la freqüència de la vora superior (eix x) per a una banda d'amplada 1; Les zones grises són combinacions que estan "permeses" en el sentit que no hi ha dues freqüències a l'àlies de banda a la mateixa freqüència. Les zones grises més fosques corresponen a un submostreig amb el valor màxim de n a les equacions d'aquesta secció.

En el processament del senyal, el mostreig inferior o el mostreig de pas de banda és una tècnica en la qual es mostra un senyal filtrat pel pas de banda a una freqüència de mostreig inferior a la seva velocitat de Nyquist (el doble de la freqüència de tall superior), però encara és capaç de reconstruir el senyal.
Quan s'examina un senyal de pas de banda, les mostres no es poden distingir de les mostres d'un àlies de baixa freqüència del senyal d'alta freqüència. Aquest mostreig també es coneix com a mostreig de pas de banda, mostreig harmònic, mostreig FI i conversió directa de FI a digital.

## Descripció
Les transformades de Fourier de les funcions de valor real són simètriques al voltant de l'eix de 0 Hz. Després del mostreig, només queda disponible una suma periòdica de la transformada de Fourier (anomenada transformada de Fourier en temps discret). Les còpies individuals amb desplaçament de freqüència de la transformació original s'anomenen àlies . El desplaçament de freqüència entre àlies adjacents és la freqüència de mostreig, denotada per f s . Quan els àlies s'exclouen mútuament (espectralment), la transformació original i la funció contínua original, o una versió amb canvi de freqüència (si es desitja), es poden recuperar de les mostres. El primer i el tercer gràfics de la figura 1 representen un espectre de banda base abans i després de ser mostrejat a una velocitat que separa completament els àlies.
El segon gràfic de la figura 1 representa el perfil de freqüència d'una funció de pas de banda que ocupa la banda (A, A+B) (blau ombrejat) i la seva imatge mirall (beix ombrejat). La condició per a una freqüència de mostreig no destructiva és que els àlies d'ambdues bandes no es superposen quan es desplacen per tots els múltiples enters de f s . El quart gràfic mostra el resultat espectral del mostreig a la mateixa velocitat que la funció de banda base. La taxa es va escollir trobant la taxa més baixa que és un submúltiple enter de A i que també compleix el criteri de Nyquist de la banda base: fs > 2B. En conseqüència, la funció de pas de banda s'ha convertit efectivament a banda base. Totes les altres taxes que eviten la superposició estan donades per aquests criteris més generals, on A i A+B es substitueixen per fL i fH, respectivament :
{\displaystyle {\frac {2f_{H}}{n}}\leq f_{s}\leq {\frac {2f_{L}}{n-1}}}, per a qualsevol nombre enter que satisfaci: {\displaystyle 1\leq n\leq \left\lfloor {\frac {f_{H}}{f_{H}-f_{L}}}\right\rfloor }
El n més alt per al qual es compleix la condició condueix a les taxes de mostreig més baixes possibles.
Els senyals importants d'aquest tipus inclouen la freqüència intermèdia (IF) d'una ràdio, el senyal de radiofreqüència (RF) i els canals individuals d'un banc de filtres.